# Борац (футбольный клуб, Баня-Лука)
ФК «Бо́рац» (серб. ФК Борац Бања Лука) ― боснийский футбольный клуб, который базируется в городе Баня-Лука (Республика Сербская). 
С 2008 года выступает в Премьер-лиге Боснии и Герцеговины Боснии и Герцеговины. Матчи принимает на Городском стадионе вместимостью 9730 зрителей.

## История
Футбольный клуб «Борац» был основан 4 июля 1926 года, в 1928 году клуб добился первого в своей истории успеха, выиграв турнир в Сараево. Затем клуб долгое время выступал в третьей лиге чемпионата Югославии, лишь в 1953 году команде удалось выйти во вторую лигу.
В 1961 году «Борац» получил право выступать в высшем дивизионе югославского футбола, однако после первого сезона в элите, клуб вылетел обратно во вторую лигу. Второй раз «Борац» получил право играть в высшем дивизионе в 1970 году и продержался в высшей лиге четыре сезона, вылетев во вторую лигу в 1974 году. В 1975 году клуб возвращается в элиту югославского футбола, однако в 1980 году снова вылетает в низший дивизион. Лучшим результатом «Бораца» за всю историю участия в чемпионатах Югославии является 4-е место в Первой лиге в сезоне 1990/91.
После распада Югославии, в чемпионате Боснии и Герцеговины «Борац» трижды выигрывал первенство Республики Сербской (в 2001, 2006 и 2008 годах). В настоящее время выступает в высшем дивизионе чемпионата Боснии и Герцеговины.
Кубок Югославии «Борац» выигрывал один раз в 1988 году, став первым и единственным клубом в югославской истории, которому удалось добиться этого, будучи участником второй лиги. Также «Борац» был финалистом национального Кубка в 1974 году. Также клуб сыграл восемь матчей под эгидой УЕФА, два раза участвовал в Кубке Кубков, и Кубке УЕФА, однако в 1975 году был выбит из розыгрыша бельгийским «Андерлехтом», а в 1988 году советским «Металлистом».
«Борац» является одним из старейших футбольных клубов бывшей Югославии, в 2006 году клуб отметил своё 80-летие. В сезоне 2010/11, «красно-синие» стали впервые в своей истории, чемпионами страны.

## Болельщики
Основной ультрас-группой «Бораца» является объединение фанатов «Лешинари», что в переводе с сербского означает «Грифы» (буквально «Падальщики»), группа была основана 18 ноября 1987 года. «Лешинари» являются одним из наиболее ярких фанатских движений на просторах бывшей Югославии.
В 1989 году у фанатов «Бораца» возник союз и дружеские отношения с фанатами сербского клуба «Войводина», которые они поддерживают до сих пор. В международных соревнованиях фанаты «Бораца» поддерживают сборную Сербии, а не сборную Боснии и Герцеговины. Например в 2009 году накануне стыковых матчей Португалия ― Босния и Герцеговина за право попасть на Чемпионат мира 2010 в ЮАР, фанаты «Бораца» на матче против команды «Леотар» вывесили провокационный баннер: Вперёд Португалия.
Поскольку клуб базируется в Республике Сербской, фанатами команды являются сербы, которые придерживаются ультраправых политических взглядов, на трибунах можно увидеть флаги Сербии и другую национальную сербскую символику. Фанаты команды активно протестовали против провозглашения независимости Косова. Также фанаты команды участвовали в международном турнире в Косово в 2009 году.

## Выступления клуба в еврокубках
- РПо = раунд плей-офф
- 1/8 = 1/8 финала / 1/2 = полуфинал
- Ф = финал

| Сезон   | Турнир           | Раунд                                       | Клуб            | Счёт                       |
| ------- | ---------------- | ------------------------------------------- | --------------- | -------------------------- |
| 1975/76 | Кубок кубков     | 1Р                                          | Рюмеланж        | 9:0, 5:1                   |
| 1975/76 | Кубок кубков     | 1/8                                         | Андерлехт       | 0:3, 1:0                   |
| 1988/89 | Кубок кубков     | 1Р                                          | Металлист       | 2:0, 0:4                   |
| 1992    | Кубок Митропы    | 1/2                                         | Фоджа           | 2-2 по пен.(4:2)           |
| 1992    | Кубок Митропы    | Ф                                           | Будапешт        | 1:1 по пен.(5:3)           |
| 2010/11 | Лига Европы      | 2К                                          | Лозанна         | 1:1, 0:1                   |
| 2011/12 | Лига чемпионов   | 2К                                          | Маккаби (Хайфа) | 1:5, 3:2                   |
| 2012/13 | Лига Европы      | 1К                                          | Челик (Никшич)  | 2:2, 1:1                   |
| 2020/21 | Лига Европы      | 1К                                          | Сутьеска        | 1:0                        |
| 2020/21 | Лига Европы      | 2К                                          | Риу Аве         | 0:2                        |
| 2021/22 | Лига чемпионов   | 1К                                          | ЧФР             | 2:1, 1:3                   |
| 2021/22 | Лига конференций | 2К                                          | Линфилд         | 0:0, 0:4                   |
| 2022/23 | Лига конференций | 2К                                          | Б-36 Торсхавн   | 2:0, 1:3 (3:4 по пенальти) |
| 2023/24 | Лига конференций | 2К                                          | Аустрия         | 1:2, 0:1                   |
| 2024/25 | Лига чемпионов   | 1К                                          | Эгнатия         | 1:0, 1:2 (4:1 по пенальти) |
| 2024/25 | Лига чемпионов   | 2К                                          | ПАОК            | 0:1, 2:3                   |
| 2024/25 | Лига Европы      | 3К                                          | КИ Клаксвик     | 3:1, 1:2                   |
| 2024/25 | Лига Европы      | РПо                                         | Ференцварош     | 1:1, 0:0 (2:3 по пенальти) |
| 2024/25 | Лига конференций | Общий этап                                  | Панатинаикос    | 1:1                        |
| 2024/25 | Лига конференций | Общий этап                                  | АПОЭЛ           | 1:0                        |
| 2024/25 | Лига конференций | Общий этап                                  | Викингур        | 0:2                        |
| 2024/25 | Лига конференций | Общий этап                                  | ЛАСК            | 2:1                        |
| 2024/25 | Лига конференций | Общий этап                                  | Шемрок Роверс   | 0:3                        |
| 2024/25 | Лига конференций | Общий этап                                  | Омония          | 0:0                        |
| 2024/25 | Лига конференций | 20-е место, проход в раунд плей-офф турнира |                 |                            |
| 2024/25 | Лига конференций | РПо                                         | Олимпия         | 1:0, 0:0                   |
| 2024/25 | Лига конференций | 1/8                                         | Рапид           | 1:1, 1:2 (доп. время)      |

## Достижения
- Обладатель Кубка Югославии: 1988
- Чемпион Боснии и Герцеговины: 2011, 2021, 2024
- Серебряный призёр чемпионата Боснии и Герцеговины: 2023, 2025
- Бронзовый призёр чемпионата Боснии и Герцеговины (3): 2010, 2012, 2013
- Обладатель Кубка Боснии и Герцеговины: 2010
- Финалист Кубка Боснии и Герцеговины (2): 2004, 2021
- Обладатель Кубок Митропы: 1992
- Кубок Республики Сербской: 1995, 1996, 2009
- Первая лига Республики Сербской: 2001, 2006, 2008